# Petrorossia
Petrorossia är ett släkte av tvåvingar. Petrorossia ingår i familjen svävflugor.

## Dottertaxa tillPetrorossia, i alfabetisk ordning[1]
- Petrorossia albissima
- Petrorossia albofulva
- Petrorossia albula
- Petrorossia analis
- Petrorossia angustata
- Petrorossia angustibasalis
- Petrorossia anomala
- Petrorossia appendiculata
- Petrorossia autumnalis
- Petrorossia brunettii
- Petrorossia carmelica
- Petrorossia caucasica
- Petrorossia ceylonica
- Petrorossia chapini
- Petrorossia chraminensis
- Petrorossia claripennis
- Petrorossia clauseni
- Petrorossia cognata
- Petrorossia consobrina
- Petrorossia curvipenis
- Petrorossia deducta
- Petrorossia degenera
- Petrorossia deserticola
- Petrorossia dobrogica
- Petrorossia feti
- Petrorossia flavicans
- Petrorossia flavipennis
- Petrorossia freidbergi
- Petrorossia fulvipes
- Petrorossia fulvula
- Petrorossia fumipennis
- Petrorossia funebris
- Petrorossia fusca
- Petrorossia fuscicosta
- Petrorossia guanchorum
- Petrorossia gussakovskiji
- Petrorossia hespera
- Petrorossia imbutata
- Petrorossia intermedia
- Petrorossia irakensis
- Petrorossia iskanderica
- Petrorossia israeliensis
- Petrorossia karooana
- Petrorossia latifrons
- Petrorossia letho
- Petrorossia liliputiana
- Petrorossia limitarsis
- Petrorossia loginovae
- Petrorossia lucidipennis
- Petrorossia margaritae
- Petrorossia masieneensis
- Petrorossia media
- Petrorossia mesasiatica
- Petrorossia modesta
- Petrorossia nigrifascia
- Petrorossia nigrofemorata
- Petrorossia obscurior
- Petrorossia oceanica
- Petrorossia orientalis
- Petrorossia phthinoxantha
- Petrorossia plerophaia
- Petrorossia royi
- Petrorossia rufiventris
- Petrorossia sceliphronina
- Petrorossia serata
- Petrorossia shibanovae
- Petrorossia sokotrae
- Petrorossia stackelbergi
- Petrorossia stenogastra
- Petrorossia talawila
- Petrorossia tenuis
- Petrorossia tropicalis
- Petrorossia williamsi
- Petrorossia vinula
- Petrorossia volkovitshi